# 帕多瓦-特雷维索-威尼斯大都市区

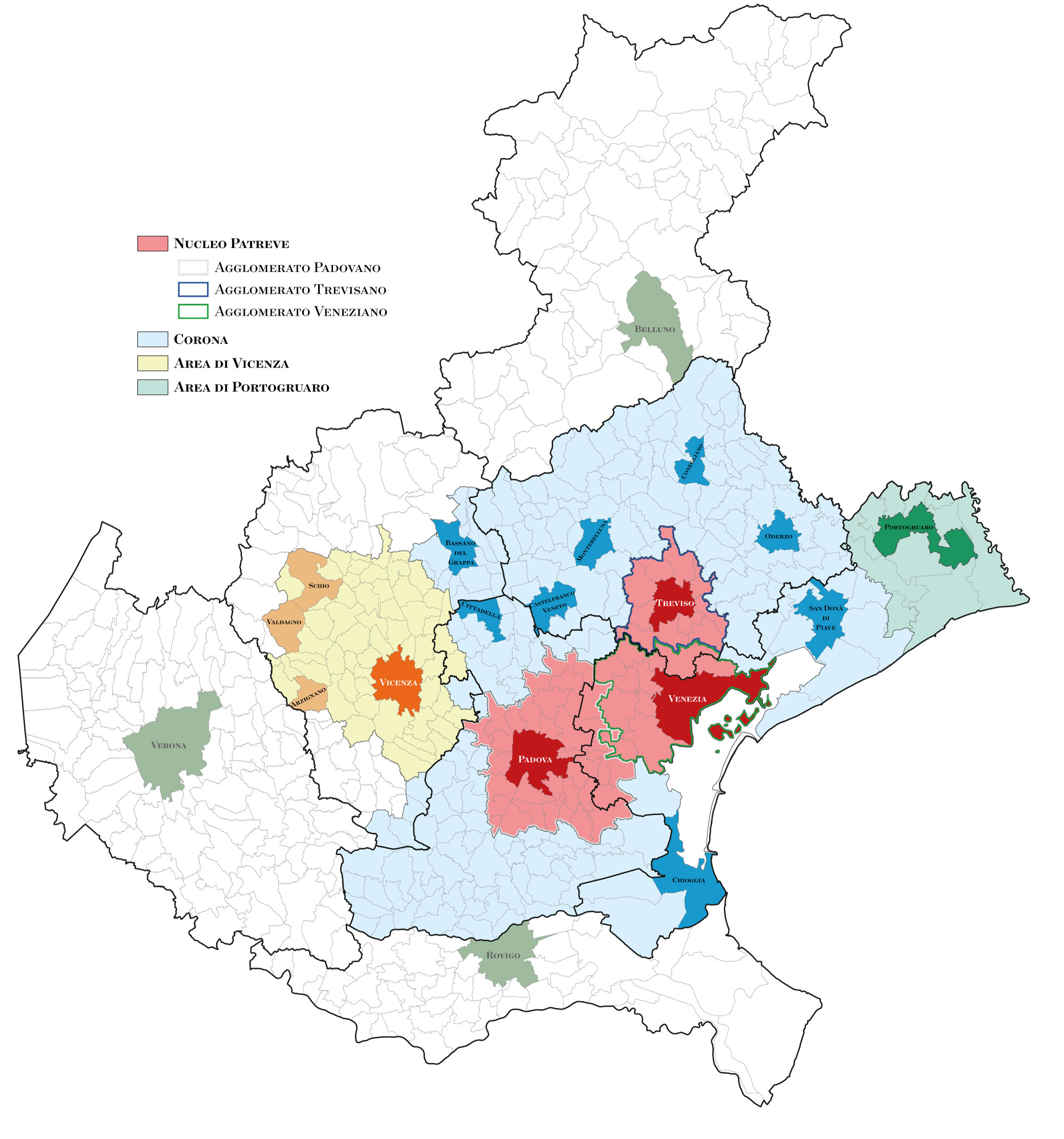
PaTreVe地圖

帕多瓦-特雷维索-威尼斯都会区（PaTreVe）或威尼斯都会区，是意大利东北部威尼托大区以帕多瓦、特雷維索和威尼斯等城市为中心的城市群。 它是在统计上定义的，并不对应于地方政府的单个区域。在行政上，它包括三个城市的公社（市镇）以及另外240个公社（帕多瓦省104个，特雷维索省95个，威尼斯省44个）。
大都市区的总人口为260万。